# NGC 4049
NGC 4049 is een spiraalvormig sterrenstelsel in het sterrenbeeld Hoofdhaar. Het hemelobject werd op 27 april 1785 ontdekt door de Duits-Britse astronoom William Herschel.

## Synoniemen
- UGC 7027
- MCG 3-31-21
- ZWG 98.31
- KUG 1200+190
- PGC 38050